# Гербы районов Нижегородской области
Список гербов муниципальных образований Нижегородской области Российской Федерации.
На 1 января 2018 года в Нижегородской области насчитывалось 380 муниципальных образований — 14 городских округов, 38 муниципальных районов, 53 городских поселения и 275 сельских поселений.

## Гербы городских округов
| Герб | Наименование                                 | Дата утверждения | Номер в ГГР |
| ---- | -------------------------------------------- | ---------------- | ----------- |
|      | Герб городского округа город Нижний Новгород | 20 декабря 2006  | 3062        |
|      | Герб городского округа город Арзамас         | 19 ноября 1993   | 140         |
|      | Герб городского округа город Бор             | 1979             | не внесён   |
|      | Герб городского округа город Выкса           | 28 февраля 2017  | 11362       |
|      | Герб городского округа город Дзержинск       | 24 октября 2014  | не внесён   |
|      | Герб городского округа город Кулебаки        | 20 февраля 1997  | не внесён   |
|      | Герб городского округа Навашинский           | 8 декабря 2020   | 13292       |

| Герб | Наименование                            | Дата утверждения | Номер в ГГР |
| ---- | --------------------------------------- | ---------------- | ----------- |
|      | Герб городского округа город Первомайск | 10 августа 2016  | 11117       |
|      | Герб городского округа Перевозский      | 11 февраля 2005  | 1796        |
|      | Герб ЗАТО город Саров                   | 4 марта 2004     | не внесён   |
|      | Герб городского округа Семёновский      | 16 февраля 2012  | не внесён   |
|      | Герб городского округа город Чкаловск   | 18 июня 2013     | 8509        |
|      | Герб городского округа город Шахунья    | 28 июня 2013     | 8644        |

## Гербы муниципальных районов
| Герб | Наименование                                       | Дата утверждения | Номер в ГГР |
| ---- | -------------------------------------------------- | ---------------- | ----------- |
|      | Герб Ардатовского муниципального округа            | 22 июня 2007     | 3531        |
|      | Герб Арзамасского муниципального района            | 7 апреля 2005    | 1847        |
|      | Герб Балахнинского муниципального района           | нет данных       |             |
|      | Герб Богородского муниципального района            | 15 февраля 2018  | 11713       |
|      | Герб Большеболдинского муниципального района       | 28 февраля 2017  | 11403       |
|      | Герб Большемурашкинского муниципального района     | 27 сентября 2012 | 7957        |
|      | Герб Бутурлинского муниципального района           | 5 августа 2016   | 11115       |
|      | Герб Вадского муниципального района                | 29 апреля 2016   | 11026       |
|      | Герб Варнавинского муниципального района           | нет данных       |             |
|      | Герб Вачского муниципального района                | 25 сентября 2014 | 9737        |
|      | Герб Ветлужского муниципального района             | 30 августа 2019  | 12565       |
|      | Герб Вознесенского муниципального района           | нет данных       |             |
|      | Герб Володарского муниципального района            | 23 сентября 2016 | 11038       |
|      | Герб Воротынского муниципального района            | 21 августа 2015  | 10555       |
|      | Герб Воскресенского муниципального района          | 24 апреля 2015   | 10257       |
|      | Герб Гагинского муниципального района              | 27 июня 2007     | не внесён   |
|      | Герб Городецкого муниципального района             | 31 августа 2000  | 693         |
|      | Герб Дальнеконстантиновского муниципального района | 25 августа 2011  | не внесён   |
|      | Герб Дивеевского муниципального района             | 31 мая 2011      | не внесён   |
|      | Герб Княгининского муниципального района           | 11 апреля 2016   | 10943       |

| Герб | Наименование                                          | Дата утверждения | Номер в ГГР |
| ---- | ----------------------------------------------------- | ---------------- | ----------- |
|      | Герб Ковернинского муниципального района              | нет данных       |             |
|      | Герб муниципального образования Краснобаковский район | 19 декабря 2016  | 11244       |
|      | Герб Краснооктябрьского муниципального района         | 30 марта 2012    | не внесён   |
|      | Герб Кстовского муниципального района                 | 24 октября 2006  |             |
|      | Герб Лукояновского муниципального района              | 7 октября 2016   | 11130       |
|      | Герб Лысковского муниципального района                | 26 апреля 2006   | 2315        |
|      | Герб Павловского муниципального района                | 17 апреля 2019   | 12383       |
|      | Герб Пильнинского муниципального района               | нет данных       |             |
|      | Герб Починковского муниципального района              | 10 апреля 2017   | 11373       |
|      | Герб Сергачского муниципального района                | 29 июня 2016     | 11028       |
|      | Герб Сеченовского муниципального района               | 21 июня 2019     | 12480       |
|      | Герб Сокольского муниципального района                | 11 февраля 2003  | 1049        |
|      | Герб Сосновского муниципального района                | 30 апреля 2015   | 10344       |
|      | Герб Спасского муниципального района                  | 30 сентября 2005 | 2045        |
|      | Герб Тонкинского муниципального района                | 22 июня 2017     | 11547       |
|      | Герб Тоншаевского муниципального района               | 13 ноября 2009   | 5761        |
|      | Герб Уренского муниципального района                  | 30 декабря 2019  | 12818       |
|      | Герб Шарангского муниципального района                | нет данных       |             |
|      | Герб Шатковского муниципального района                | нет данных       |             |